# Phase IV
Phase IV és una pel·lícula de ciència-ficció de terror del 1974. L'únic llargmetratge dirigit pel dissenyador gràfic i cineasta Saul Bass, és protagonitzat per Michael Murphy, Nigel Davenport i Lynne Frederick.
Els interiors de la pel·lícula es van rodar als Estudis Pinewood a Anglaterra i les ubicacions exteriors es van rodar a Kenya, tot i que la pel·lícula està ambientada al desert d'Arizona als Estats Units. Va ser produït per Alced Productions i Paramount Pictures.
La pel·lícula va ser un fracàs de taquilla, i com a resultat, aquest va ser l'únic llargmetratge dirigit per Bass. Des de llavors, ha guanyat un seguit de culte, a causa de les emissions de televisió que van començar el 1975 i també es va mostrar a Mystery Science Theatre 3000 durant l'era KTMA.
La pel·lícula es va inspirar en la narració curta de H. G. Wells "Empire of the Ants" del 1905. Una novel·lització del guió, escrita per Barry N. Malzberg, es va publicar com a Phase IV el novembre de 1973.

## Argument
Després d'un esdeveniment còsmic espectacular i misteriós, les formigues de diferents espècies experimenten una ràpida evolució, desenvolupen una ment rusc entre espècies i construeixen set estranyes torres amb dissenys geomètricament perfectes al desert d'Arizona. Llevat d'una família, la població humana local fuig de l'acció estranya de les formigues. Els científics James R. Lesko i Ernest D. Hubbs van instal·lar un laboratori informatitzat en una cúpula segellada situada en una zona d'activitat important de formigues a Arizona. La colònia de formigues i l'equip científic es barallen, encara que les formigues són els agressors més efectius.
La narració fa servir l'equip científic com a protagonistes principals, però també hi ha protagonistes formigues que fan les seves funcions a la colònia. Les formigues s'immuneixen a les armes químiques dels humans i aviat s'infiltren al seu laboratori. Equips de formigues penetren els ordinadors del laboratori i els escurcen. Després que Lesko descodifica un missatge de formigues, Kendra Eldridge (una jove que s'ha refugiat amb els científics), es convenç que les seves accions han enfurismat les formigues. Buscant salvar els dos científics, abandona el laboratori i aparentment se sacrifica.
Hubbs i Lesko comencen a tenir plans diferents per fer front a les formigues. Mentre Lesko creu que pot comunicar-se amb les formigues mitjançant missatges escrits en matemàtiques, Hubbs planeja eliminar un turó que creu que és el rusc central de les formigues. Delirant per una picada de formiga verinosa, Hubbs amb prou feines pot posar-se les botes, però està decidit a atacar el rusc i matar la reina de les formigues. En canvi, Hubbs cau literalment en una trampa: un pou profund que les formigues omplen de terra. Incapaç de salvar Hubbs i convençut que les formigues aviat es traslladaran a zones desèrtiques on el seu creixement superarà la capacitat de l'home per controlar-les, Lesko decideix seguir el pla de Hubbs. Se'n va cap al rusc amb un recipient d'insecticida. Baixant al rusc, en Lesko busca la reina, però en lloc d'això troba la Kendra que s'estén des de sota la sorra. Els dos s'abracen i en Lesko s'adona que, lluny de destruir la raça humana, el pla de les formigues és adaptar la raça humana i fer-les part del món de les formigues. En una veu en off, Lesko afirma que ell i la Kendra no saben quins plans tenen les formigues, però estan esperant instruccions.

## Repartiment
- Nigel Davenport - Dr. Ernest D. Hubbs
- Michael Murphy - James R. Lesko
- Lynne Frederick - Kendra Eldridge
- Alan Gifford - Mr. Eldridge
- Robert Henderson - Clete
- Helen Horton - Mildred Eldridge
- David Healy - anunciant a la ràdiu (veu, sense acreditar)

## Producció
Ken Middleham, el fotògraf de vida salvatge que va filmar les seqüències d'insectes de la Phase IV, també va rodar les seqüències d'insectes del documental The Hellstrom Chronicle. Tots dos fan un ús extensiu de la fotografia de primer pla d'insectes. Els ordinadors utilitzats per Lesko no eren jocs de llums intermitents, sinó ordinadors de la vida real, com el GEC 2050.
La idea de Phase IV sembla que va sorgir amb un còctel l'any 1971, quan Peter Part a Paramount va sopar amb Raul Radin i li va preguntar què s'estava cuinant. Radin va respondre a una història de formigues, encara que en realitat no tenia res. Posteriorment, Radin va trucar en Bass, que tenia un amic que treballava amb formigues i ràpidament van acceptar treballar junts. Durant la producció, Saul Bass es va preocupar per la figura de Lynne Frederick, de 20 anys, ja que interpretava a una jove de 16 anys. Es va veure obligada a portar una cotilla de ferro especialment dissenyada i dolorosa per lligar-se els pits (per fer-la semblar més jove) durant tota la producció. Bass també va intentar persuadir a Frederick de restringir la seva dieta a brou de pollastre i cafè negre.
Segons el llibre Future Tense, "Bass va filmar originalment un muntatge espectacular i surrealista de quatre minuts de durada, que mostra com seria la vida a la "nova" Terra, però això va ser tallat pel distribuïdor." El muntatge pretenia suggerir que els dos personatges supervivents van ser alterats per la creació de les formigues del següent pas en l'evolució de la humanitat i insectes. Els plans de la seqüència de muntatge original apareixen al tràiler cinematogràfic, que probablement es va preparar abans que es fessin els talls de la pel·lícula.
A principis de 2012, es va trobar una impressió esvaïda de la seqüència final original a la col·lecció Saul Bass de l'Academy Film Archive en una versió prèvia de la pel·lícula, que es va mostrar originalment per provar el públic el 1973. El juny de 2012, aquest fragment es va projectar al públic a Los Angeles a la cinemateca Cinefamily després de la projecció de la versió cinematogràfica. L'Academy Film Archive va poder trobar els elements originals de la pel·lícula per al muntatge, un conjunt de màsters de separació, als arxius de Paramount Studio. El personal de l'arxiu va recombinar les separacions, les va temporitzar en color per presentar-les i les va escanejar digitalment. Aquest muntatge final recuperat, juntament amb una nova impressió de 35 mm de la versió per sales, es va estrenar a l'Alamo Drafthouse a Austin, Texas, com a part d'un dia sencer de pel·lícules de Saul Bass el desembre de 2012, abans de ser projectades en cinemes selectes d'arthouse d'altres ciutats.
La novel·lització del guió de Mayo Simon, escrita per Barry N. Malzberg, dona una pista de la versió final de Bass, ja que utilitza la versió sense tallar del guió de Simon.

## Vídeo domèstic
La pel·lícula va ser estrenada en VHS per Paramount Pictures, l'estudi que va fer la pel·lícula. Legend Films va llançar un DVD el 2008 i un DVD i un Blu-ray Olive Films el 2015. Tots aquests llançaments són versions senzilles i no inclouen cap característica especial, com ara el tràiler cinematogràfic original o les escenes retallades de la versió original de la pel·lícula.
El final alternatiu de la pel·lícula durant molt de temps va romandre fora de distribució fins que va ser descobert i restaurat per l'Acadèmia de les Arts i les Ciències Cinematogràfiques. Arxiu de pel·lícules. Ja està disponible a iTunes Extras per celebrar el 45è aniversari de la pel·lícula. El 2020, el segell de vídeo del Regne Unit 101 Films va llançar Phase IV en un conjunt Blu-ray d'edició limitada de dos discos que inclou el final original restaurat com a extra, juntament amb diversos curtmetratges dirigits per Bass.

## Banda sonora
Brian Gascoigne va ser el compositor en cap i Stomu Yamashta va ser el responsable de la música de la seqüència de muntatge final, que va ser tallada de l'estrena al cinema. David Vorhaus i Desmond Briscoe van compondre la música electrònica. Waxwork Records va llançar la banda sonora en vinil el març de 2015. No inclou la música del muntatge de la seqüència final tallada per Stomu Yamashta. Va ser el primer llançament de la banda sonora en qualsevol format.

## Recepció
A la seva estrena inicial a les sales, la pel·lícula va tenir crítiques diverses. En una ressenya generalment positiva, Jay Cocks de Time va veure la pel·lícula com "un entreteniment bo i inquietant, amb interludis d'una intensitat visual tan embruixada que esdevé, en el seu millor moment, un malson encarnat". En una ressenya negativa, Variety va escriure que aquesta pel·lícula de monstres ecològica "no va resoldre els errors abans del llançament". Time Out London va escriure que el els efectes especials tenien prioritat sobre les idees. A. H. Weiler de The New York Times va escriure, Per totes les seves bones intencions, científiques i humanes, 'Phase IV' crida per a una Phase V d'explicacions més completes."
El lloc web d'agregació de ressenyes Rotten Tomatoes va donar a la pel·lícula un 53% basant-se en 19 crítiques amb una puntuació mitjana de 5,7/10. Ignatiy Vishnevetsky de The A.V. Club la va descriure com a "dissenyada més que dirigida i editada al voltant dels principis de color i línia, més que al voltant del rendiment o la trama". Bill Gibron de PopMatters, la va puntuar amb 7/10 estrelles i va escriure que "per a cada moment de perforació manida hi ha un abast atractiu millorat per les meravelles visuals de la pel·lícula". David Cornelius de DVD Talk la va puntuar amb 4,5/5 estrelles i va escriure: "Mireu-ho a última hora de la nit amb els llums apagats i us deixarà esglaïats".
Phase IV va guanyar el Grand Prix Award de 1975 al Festival Internacional de Pel·lícules de Ciència Ficció de Trieste, Itàlia. Amb el pas del temps, la pel·lícula ha guanyat seguiment de culte.

## Llegat
Aquesta és la primera pel·lícula que representa un agroglif geomètric, en aquest cas, creat per formigues superintel·ligents. La pel·lícula és anterior a dos anys dels primers informes moderns dels agroglifs al Regne Unit i s'ha citat com una possible inspiració o influència en els bromistes que van iniciar aquest fenomen.
La pel·lícula ha tingut una influència significativa en una generació recent de directors de cinema de ciència-ficció i altres artistes de mitjans visuals. En una entrevista, el director argentí Nicolas Goldbart va descriure que Phase IV va tenir una profunda influència cinematogràfica en ell. En la seva pel·lícula de ciència-ficció Fase 7, Phase IV es reprodueix en un televisor a l'apartament dels protagonistes. L'escriptor/director Panos Cosmatos va descriure Phase IV com una influència molt significativa en l'aspecte i la sensació de la seva pel·lícula de ciència-ficció Beyond the Black Rainbow.
El vídeo musical de Radical Friend per la cançó de Yeasayer de 2009 "Ambling Alp" és un homenatge a Phase IV i les imatges del vídeo estan inspirades en alguns dels elements visuals de la pel·lícula.
El gener de 1989 Phase IV va aparèixer en un dels primers episodis de Mystery Science Theater 3000.